# UDP-N-acetilglukozamin kinaza
UDP-N-acetilglukozamin kinaza (EC 2.7.1.176, UNAG kinaza, zeta toksin, toksin PezT, ATP:UDP-N-acetil--glukozaminska 3'-fosfotransferaza) je enzim sa sistematskim imenom ATP:UDP-N-acetil-alfa--glukozamin 3'-fosfotransferaza. Ovaj enzim katalizuje sledeću hemijsku reakciju
ATP + UDP--acetil-alfa--glukozamin {\displaystyle \rightleftharpoons } ADP + UDP--acetil-alfa--glukozamin 3'-fosfat
Ovaj protein je toksična komponenta toksin-antitoksin (TA) modula. Fosforilacija UDP-N-acetil--glukozamina dovodi do inhibicije EC 2.5.1.7, UDP-N-acetilglukozamin 1-karboksiviniltransferaze.

## Literatura
- Nicholas C. Price; Lewis Stevens (1999). Fundamentals of Enzymology: The Cell and Molecular Biology of Catalytic Proteins (Third изд.). USA: Oxford University Press. ISBN 019850229X.
- Eric J. Toone (2006). Advances in Enzymology and Related Areas of Molecular Biology, Protein Evolution (Volume 75 изд.). Wiley-Interscience. ISBN 0471205036.
- Branden C; Tooze J. Introduction to Protein Structure. New York, NY: Garland Publishing. ISBN 0-8153-2305-0.
- Irwin H. Segel. Enzyme Kinetics: Behavior and Analysis of Rapid Equilibrium and Steady-State Enzyme Systems (Book 44 изд.). Wiley Classics Library. ISBN 0471303097.

## Spoljašnje veze
- UDP-N-acetylglucosamine+kinase на 